# 费利克萨斯·别利亚乌斯卡斯
费利克萨斯·尤尔格维奇·别利亚乌斯卡斯（俄语：Феликсас Юргевич Беляускас；1914年1月31日（格里历：2月13日）—1985年11月13日），立陶宛人，苏联党和国家领导人。曾任立陶宛共青团中央第一书记，立共维尔纽斯市委第一书记，维尔纽斯州委第一书记，立陶宛苏维埃社会主义共和国最高苏维埃主席等职务。

## 生平
- 1914年1月31日（格里历：2月13日）出生于苏瓦乌基省弗拉迪斯拉夫区马日什基村。1932年加入立陶宛共产党。
- 1940年-1942年，立陶宛共青团中央第一书记。
- 1942年-1943年，第16步兵师政治部长。
- 1944年，立陶宛共青团中央第一书记。
- 1944年-1945年，第50步兵师政治部长，上校军衔。
- 1945年-1946年，立共（布）考纳斯市委书记。
- 1946年-1950年，立共（布）维尔纽斯市委第二书记。
- 1950年-1951年，立共（布）维尔纽斯市委第一书记。
- 1951年4月-1955年3月，立陶宛苏维埃社会主义共和国最高苏维埃主席。期间，1951年-1952年2月，立共（布）中央书记处书记。1952年-1953年5月，立共维尔纽斯州委第一书记。1953年-1954年，立共中央机关部部长。1954年，立陶宛苏维埃社会主义共和国部长会议第一副主席。
- 1954年-1957年，苏共中央高级党校学习。
- 1957年-1963年，立共维尔纽斯市委第一书记。
- 1964年7月-1973年，立陶宛苏维埃社会主义共和国部长会议新闻委员会主席。
- 1973年-1985年11月，立陶宛苏维埃社会主义共和国国家档案馆馆长。
- 1985年11月13日于维尔纽斯逝世，享年71岁。

别利亚乌斯卡斯是苏共19,22大代表；第1,4届苏联最高苏维埃民族院代表；第2-3,5-11届立陶宛苏维埃社会主义共和国最高苏维埃代表。

## 荣誉
- 列宁勋章
- 二级卫国战争勋章
- 四次劳动红旗勋章